# Bezirk Krems-Land
Der Bezirk Krems bzw. in älterer Form Krems-Land ist ein Verwaltungsbezirk des Landes Niederösterreich.

## Geschichte
Die Gründung des Bezirkes erfolgte 1868 und umfasste die damit aufgehobenen Amtsbezirke Gföhl, Kirchberg am Wagram, Krems (mit Ausnahme der Stadt Krems), Langenlois, Mautern und Spitz. Mit der Errichtung des Bezirks Tulln im Jahr 1892 wurde der Gerichtsbezirk Kirchberg am Wagram dem Bezirk Tulln zugeschlagen.

### Bezirkshauptleute
- 2011 bis 2021: Elfriede Mayrhofer[3]
- seit 2021: Günter Stöger[3]

## Geografie
Der Bezirk umfasst mit einer Fläche von 923,92 km² die Gebiete westlich, nördlich und südlich von Krems an der Donau, das als Statutarstadt selbst nicht zum Bezirk gehört. Einige Gemeinden des Bezirkes südlich von Krems liegen damit auch südlich der Donau.
Landschaftlich liegt er größtenteils im Waldviertel, hat aber auch Anteile am Mostviertel (südlich der Donau) und am Weinviertel im Osten.
Er ist auch auf zwei unterschiedliche Hauptregionen der Raumplanung aufgeteilt: die nähere Umgebung von Krems gehört zur Hauptregion NÖ-Mitte, während der Nordwesten zur Hauptregion Waldviertel gehört.

### Nachbarbezirke
| Bezirk Zwettl | Bezirk Horn                                 | Bezirk Hollabrunn      |
|               | Kompassrose, die auf Nachbargemeinden zeigt | Bezirk Tulln           |
| Bezirk Melk   |                                             | Bezirk St. Pölten-Land |

## Angehörige Gemeinden
Zum Bezirk Krems gehören 30 Gemeinden, darunter vier Städte und 20 Marktgemeinden.

Gemeinden des Bezirks Krems

### Gliederungstabelle
Regionen sind Kleinregionen in Niederösterreich
| Gemeinde                          | Lage | Ew    | km²   | Ew / km² | Gerichtsbezirk     | Region                 | Typ             | Metadaten         |
| --------------------------------- | ---- | ----- | ----- | -------- | ------------------ | ---------------------- | --------------- | ----------------- |
| Aggsbach                          |      | 617   | 13,72 | 45       | Krems an der Donau | -                      | Markt- gemeinde | Gem.Kennz.: 31301 |
| Albrechtsberg an der Großen Krems |      | 993   | 28,74 | 35       | Krems an der Donau | Waldviertler Kernland  | Markt- gemeinde | Gem.Kennz.: 31302 |
| Bergern im Dunkelsteinerwald      |      | 1.310 | 36,53 | 36       | Krems an der Donau | Dunkelsteinerwald      | Gemeinde        | Gem.Kennz.: 31303 |
| Droß                              |      | 1.023 | 10,30 | 99       | Krems an der Donau | Raum Krems Kremstal    | Gemeinde        | Gem.Kennz.: 31356 |
| Dürnstein                         |      | 807   | 16,82 | 48       | Krems an der Donau | -                      | Stadt- gemeinde | Gem.Kennz.: 31304 |
| Furth bei Göttweig                |      | 3.023 | 12,42 | 243      | Krems an der Donau | Raum Krems             | Markt- gemeinde | Gem.Kennz.: 31309 |
| Gedersdorf                        |      | 2.165 | 18,83 | 115      | Krems an der Donau | Raum Krems Kremstal    | Gemeinde        | Gem.Kennz.: 31310 |
| Gföhl                             |      | 3.814 | 80,73 | 47       | Krems an der Donau | Kampseen               | Stadt- gemeinde | Gem.Kennz.: 31311 |
| Grafenegg                         |      | 3.315 | 28,53 | 116      | Krems an der Donau | Kamptal Süd            | Markt- gemeinde | Gem.Kennz.: 31308 |
| Hadersdorf-Kammern                |      | 1.995 | 4,79  | 416      | Krems an der Donau | Raum Krems Kamptal Süd | Markt- gemeinde | Gem.Kennz.: 31315 |
| Jaidhof                           |      | 1.245 | 44,91 | 28       | Krems an der Donau | Kampseen               | Gemeinde        | Gem.Kennz.: 31319 |
| Krumau am Kamp                    |      | 732   | 26,84 | 27       | Krems an der Donau | Kampseen               | Markt- gemeinde | Gem.Kennz.: 31321 |
| Langenlois                        |      | 7.490 | 67,08 | 112      | Krems an der Donau | Raum Krems Kamptal Süd | Stadt- gemeinde | Gem.Kennz.: 31322 |
| Lengenfeld                        |      | 1.413 | 15,01 | 94       | Krems an der Donau | Raum Krems Kamptal Süd | Markt- gemeinde | Gem.Kennz.: 31323 |
| Lichtenau im Waldviertel          |      | 2.031 | 58,37 | 35       | Krems an der Donau | Kampseen               | Markt- gemeinde | Gem.Kennz.: 31324 |
| Maria Laach am Jauerling          |      | 897   | 36,45 | 25       | Krems an der Donau | -                      | Markt- gemeinde | Gem.Kennz.: 31326 |
| Mautern an der Donau              |      | 3.413 | 9,15  | 373      | Krems an der Donau | Raum Krems             | Stadt- gemeinde | Gem.Kennz.: 31327 |
| Mühldorf                          |      | 1.238 | 28,45 | 44       | Krems an der Donau | -                      | Markt- gemeinde | Gem.Kennz.: 31330 |
| Paudorf                           |      | 2.701 | 30,11 | 90       | Krems an der Donau | Raum Krems             | Markt- gemeinde | Gem.Kennz.: 31333 |
| Rastenfeld                        |      | 1.581 | 47,62 | 33       | Krems an der Donau | Kampseen               | Markt- gemeinde | Gem.Kennz.: 31336 |
| Rohrendorf bei Krems              |      | 2.117 | 9,77  | 217      | Krems an der Donau | Raum Krems Kremstal    | Gemeinde        | Gem.Kennz.: 31337 |
| Rossatz-Arnsdorf                  |      | 1.040 | 39,04 | 27       | Krems an der Donau | -                      | Markt- gemeinde | Gem.Kennz.: 31338 |
| Schönberg am Kamp                 |      | 1.857 | 53,27 | 35       | Krems an der Donau | Kamptal Süd            | Markt- gemeinde | Gem.Kennz.: 31355 |
| Senftenberg                       |      | 1.896 | 34,77 | 55       | Krems an der Donau | KremstalKampseen       | Markt- gemeinde | Gem.Kennz.: 31343 |
| Spitz                             |      | 1.545 | 23,82 | 65       | Krems an der Donau | -                      | Markt- gemeinde | Gem.Kennz.: 31344 |
| St. Leonhard am Hornerwald        |      | 1.118 | 51,61 | 22       | Krems an der Donau | Kampseen               | Markt- gemeinde | Gem.Kennz.: 31340 |
| Straß im Straßertale              |      | 1.784 | 22,49 | 79       | Krems an der Donau | Kamptal Süd            | Markt- gemeinde | Gem.Kennz.: 31346 |
| Stratzing                         |      | 885   | 5,86  | 151      | Krems an der Donau | Raum Krems Kremstal    | Markt- gemeinde | Gem.Kennz.: 31347 |
| Weinzierl am Walde                |      | 1.201 | 44,60 | 27       | Krems an der Donau | Kremstal               | Gemeinde        | Gem.Kennz.: 31350 |
| Weißenkirchen in der Wachau       |      | 1.379 | 23,29 | 59       | Krems an der Donau | -                      | Markt- gemeinde | Gem.Kennz.: 31351 |

### Gemeindeänderungen ab 1945
1. Jänner 1948
- Vereinigung der Gemeinden Oberrohrendorf und Unterrohrendorf zur Gemeinde Rohrendorf (ab 12. September 1949 Rohrendorf bei Krems)

1961
- Umbenennung der Gemeinde Straß in Straß im Straßertale
- Umbenennung der Gemeinde Aggsbach in Aggsbach Markt

29. Jänner 1965
- Umbenennung der Gemeinde Wösendorf in Wösendorf in der Wachau

1. Jänner 1967
- Vereinigung der Gemeinden Brunn im Felde, Gedersdorf und Theiß zur Gemeinde Gedersdorf
- Vereinigung der Gemeinden Aigen, Furth, Palt und Steinaweg zur Gemeinde Furth bei Göttweig

1. Jänner 1968
- Vereinigung der Gemeinden Geyersberg, Oberbergern, Schenkenbrunn und Unterbergern zur Gemeinde Bergern im Dunkelsteinerwald
- Vereinigung der Gemeinden Gföhl, Gföhleramt, Großmotten, Litsch- und Wurfenthalgraben, Mittelbergeramt, Moritzreith, Rastbach, Reittern und Seeb zur Gemeinde Gföhl
- Vereinigung der Gemeinden Großheinrichschlag, Habruck und Lobendorf zur Gemeinde Großheinrichschlag
- Vereinigung der Gemeinden Eisenbergeramt, Eisengraberamt, Jaidhof und Schiltingeramt zur Gemeinde Jaidhof
- Vereinigung der Gemeinden Krumau am Kamp und Preinreichs zur Gemeinde Krumau am Kamp
- Vereinigung der Gemeinden Langenlois, Mittelberg und Reith zur Gemeinde Langenlois
- Vereinigung der Gemeinden Oberloiben und Unterloiben zur Gemeinde Loiben (ab 1. Juni 1968 Loiben in der Wachau)
- Vereinigung der Gemeinden Allentsgschwendt, Ladings, Lichtenau, Loiwein und Taubitz zur Gemeinde Loiwein (ab 10. September 1968 Lichtenau im Waldviertel)
- Vereinigung der Gemeinden Maria Laach am Jauerling und Zintring zur Gemeinde Maria Laach am Jauerling
- Vereinigung der Gemeinden Jeitendorf, Niedergrünbach und Obergrünbach zur Gemeinde Niedergrünbach
- Vereinigung der Gemeinden Mottingeramt und Rastenfeld zur Gemeinde Rastenfeld
- Vereinigung der Gemeinden Mollands, Schönberg und Schönberg-Neustift zur Gemeinde Schönberg
- Vereinigung der Gemeinden Reichaueramt, Senftenberg und Senftenbergeramt zur Gemeinde Senftenberg
- Vereinigung der Gemeinden Nöhagen, Stixendorf, Weinzierl am Walde zur Gemeinde Weinzierl am Walde
- Umgliederung der Gemeinde Gneixendorf in die Statutarstadt Krems an der Donau

1. Jänner 1970
- Vereinigung der Gemeinden Etsdorf am Kamp und Haitzendorf zur Gemeinde Etsdorf-Haitzendorf
- Vereinigung der Gemeinden Freischling und Schönberg zur Gemeinde Schönberg am Kamp
- Vereinigung der Gemeinden Reichau und Weinzierl am Walde zur Gemeinde Weinzierl am Walde

1. Jänner 1971
- Vereinigung der Gemeinden Albrechtsberg an der Großen Krems, Els und Marbach an der Kleinen Krems zur Gemeinde Albrechtsberg an der Großen Krems
- Vereinigung der Gemeinden Dürnstein und Loiben in der Wachau zur Gemeinde Dürnstein
- Vereinigung der Gemeinden Etsdorf-Haitzendorf und Engabrunn zur Gemeinde Etsdorf-Haitzendorf
- Vereinigung der Gemeinden Furth bei Göttweig und Oberfucha zur Gemeinde Furth bei Göttweig
- Vereinigung der Gemeinden Felling, Gföhl und Ober-Meisling zur Gemeinde Gföhl
- Vereinigung der Gemeinden Hadersdorf am Kamp und Kammern zur Gemeinde Hadersdorf-Kammern
- Vereinigung der Gemeinden Angern, Hollenburg und Thallern zur Gemeinde Hollenburg
- Vereinigung der Gemeinden Brunn am Walde, Lichtenau im Waldviertel, Großreinprechts und Pallweis sowie der Katastralgemeinde Obergrünbach der Gemeinde Niedergrünbach zur Gemeinde Lichtenau im Waldviertel
- Vereinigung der Gemeinden Baumgarten und Mautern zur Gemeinde Mautern an der Donau
- Vereinigung der Gemeinden Höbenbach, Krustetten, Paudorf und Tiefenfucha zur Gemeinde Paudorf
- Vereinigung der Gemeinden Niedergrünbach (ohne Katastralgemeinde Obergrünbach) und Rastenfeld zur Gemeinde Rastenfeld
- Vereinigung der Gemeinden Obertautendorferamt, St. Leonhard am Hornerwalde und Wolfshoferamt zur Gemeinde St. Leonhard am Hornerwald
- Vereinigung der Gemeinden Priel und Senftenberg zur Gemeinde Senftenberg
- Vereinigung der Gemeinden Diendorf am Walde, Elsarn im Straßerthal, Straß im Straßertale und Wiedendorf zur Gemeinde Straß im Straßertale
- Vereinigung der Gemeinden Droß und Stratzing zur Gemeinde Stratzing-Droß
- Vereinigung der Gemeinden Schönberg am Kamp und Zöbing zur Gemeinde Zöbing-Schönberg

1. Jänner 1972
- Vereinigung der Gemeinden Aggsbach Markt und Willendorf in der Wachau zur Gemeinde Aggsbach
- Vereinigung der Gemeinden Idolsberg, Krumau am Kamp und Tiefenbach (Bezirk Zwettl) zur Gemeinde Krumau am Kamp
- Vereinigung der Gemeinden Gobelsburg, Langenlois und Schiltern sowie der Katastralgemeinde Zöbing der Gemeinde Zöbing-Schönberg zur Gemeinde Langenlois
- Vereinigung der Gemeinden Maria Laach am Jauerling und Nonnersdorf zur Gemeinde Maria Laach am Jauerling
- Vereinigung der Gemeinden Mautern an der Donau und Mauternbach zur Gemeinde Mautern an der Donau
- Vereinigung der Gemeinden Elsarn am Jauerling, Mühldorf und Trandorf zur Gemeinde Mühldorf
- Vereinigung der Gemeinden Marbach im Felde, Peigarten und Rastenfeld zur Gemeinde Rastenfeld
- Vereinigung der Gemeinden Mitterarnsdorf, Oberarnsdorf, Rossatz und Rührsdorf zur Gemeinde Rossatz
- Vereinigung der Gemeinden St. Leonhard am Hornerwalde und Untertautendorferamt zur Gemeinde St. Leonhard am Hornerwald
- Vereinigung der Gemeinden Plank am Kamp, Stiefern und Zöbing-Schönberg (ohne Katastralgemeinde Zöbing) zur Gemeinde Schönberg am Kamp
- Vereinigung der Gemeinden Schwallenbach und Spitz zur Gemeinde Spitz
- Vereinigung der Gemeinden Großheinrichschlag und Weinzierl am Walde zur Gemeinde Weinzierl am Walde
- Vereinigung der Gemeinden Joching, Weißenkirchen in der Wachau und Wösendorf in der Wachau zur Gemeinde Weißenkirchen in der Wachau
- Umgliederung der Gemeinde Egelsee in die Statutarstadt Krems an der Donau

1. Jänner 1973
- Umgliederung der Gemeinde Hollenburg in die Statutarstadt Krems an der Donau

1. Jänner 1975
- Vereinigung der Gemeinden Imbach und Senftenberg zur Gemeinde Senftenberg
- Aufteilung der Gemeinde Gut am Steg auf die Gemeinden Maria Laach am Jauerling und Spitz

1. Jänner 1994
- Aufteilung der Gemeinde Stratzing-Droß auf die Gemeinden Droß und Stratzing
- Umbenennung der Gemeinde Rossatz in Rossatz-Arnsdorf

4. Oktober 2003
- Umbenennung der Gemeinde Etsdorf-Haitzendorf in Grafenegg[4]

## Anmerkung
1. ↑  Diese Form wird wegen der leichteren Unterscheidbarkeit zur Statutarstadt lemmatisch beibehalten. Siehe Bezirke und Gemeinden auf NÖ Landesregierung